# Love's Labors Lost
Love's Labors Lost è un cortometraggio muto del 1916 scritto e diretto da Raoul Barré. Il titolo riprende quello originale di Pene d'amore perdute di William Shakespeare.

## Produzione
Il film fu prodotto dalla Edison Company e dalla Barre Studios.

## Distribuzione
Distribuito dalla General Film Company, il film - un cortometraggio di 150 metri - uscì nelle sale cinematografiche degli Stati Uniti il 7 giugno 1916. Nelle proiezioni, veniva programmato con il sistema dello split reel, accorpato in un'unica bobina con un altro cortometraggio prodotto dalla Edison, il documentario Camping with the Black Feet.